# Diary of a Wimpy Kid: Dog Days (filme)
Diary of a Wimpy Kid: Dog Days (bra: Diário de um Banana 3: Dias de Cão; prt: Diário de Um Banana: Dias de Cão) é um filme de comédia dirigido por David Bowers, com roteiro de Wallace Wolodarsky e Maya Forbes. É estrelado por Zachary Gordon e Steve Zahn. É o terceiro filme da franquia Diary of a Wimpy Kid e baseia-se nos livros Diary of a Wimpy Kid: The Last Straw e Diary of a Wimpy Kid: Dog Days.

## Enredo
A escola está em período de férias, e Greg está ansioso para curtir o melhor verão de todos os tempos. Mas seu pai decide que esta é uma boa hora para estreitar os laços entre pai e filho. Greg então vai ter que fazer de tudo para não deixar que nada estrague as suas férias. Traça um plano: fingir que trabalha em um luxuoso clube de campo. Mas nem assim Greg escapa dos dias de cão durante suas férias, inclusive situações vergonhosas em uma piscina pública e uma viagem de acampamento de consequências desastrosas.

## Elenco
- Zachary Gordon como Greg Heffley
- Steve Zahn como Frank Heffley
- Robert Capron como Rowley Jefferson
- Devon Bostick como Rodrick Heffley
- Rachael Harris como Susan Heffley
- Connor e Owen Fielding como Manny Heffley
- Peyton Roi List como Holly Hills
- Karan Brar como Chirag Gupta
- Melissa Roxburgh como Heather Hills
- Grayson Russell como Fregley
- Laine MacNeil como Patty Farrell
- Sachin Tyler Sadachcharan como Ian Jugs

## Produção
A fotografia principal começou em 8 de agosto de 2011 em Vancouver e foi concluída em 07 de outubro de 2011. Em março de 2012, Box Office Mojo informou que o filme recebeu uma classificação PG da MPAA, citando "um pouco de humor rude". Um poster do filme foi vazado em março de 2012. Um teaser trailer foi anexado a The Three Stooges (Os Três Patetas).